# Félix Biet
Félix-Marie Biet MEP (chiń. 畢天榮; ur. 21 października 1838 w Langres, zm. 9 września 1901 w Saint-Cyr-au-Mont-d’Or) – francuski duchowny rzymskokatolicki, misjonarz, wikariusz apostolski Tybetu.

## Biografia

### Młodość i prezbiteriat
Pochodził z pobożnej rodziny mieszczańskiej. Dwóch jego braci wstąpiło do stanu duchownego - jeden został trapistą we Francji, drugi wyjechał na misje do Chin, gdzie został zamordowany w napadzie. Trzy jego siostry zostały zakonnicami we Francji.
Félix wstąpił do seminarium duchownego w rodzinnym Langres. 24 kwietnia 1862 przeniósł się do seminarium Towarzystwa Misji Zagranicznych w Paryżu. 10 stycznia 1864 otrzymał święcenia prezbiteriatu i został kapłanem swojego zgromadzenia. 15 marca tr. wyjechał na misje do Chin, gdzie został przydzielony do wikariatu apostolskiego Lhasy (Tybetu).
Pierwszą misję otrzymał w Bonga, gdzie pracował od marca 1865 do października 1866, gdy w wyniku ataków lamów na misję i osoby, które przyjęły chrześcijaństwo oraz groźby wymordowania neofitów, został zmuszony do wyjazdu. Następnie pracował w Yerkalo, gdzie założył aptekę i filialną stację misyjną. Zaangażował się w walkę z nękającą wówczas Tybetańczyków ospą. Aklimatyzował warzywa i drzewa owocowe z Europy. Był również prokuratorem misji. Pod koniec 1877 został wezwany do będącego stolicą wikariatu Dajianlu, gdzie został prowikariuszem. Wkrótce zmarł wikariusz apostolski Joseph-Marie Chauveau i ks. Biet jako prowikariusz objął tymczasowy zarząd nad wikariatem.

### Episkopat
23 lipca 1878 papież Leon XIII mianował go biskupem in partibus infidelium dianijskim oraz 27 sierpnia 1878 wikariuszem apostolskim Tybetu. 24 listopada 1878 w Hebachang przyjął sakrę biskupią z rąk wikariusza apostolskiego Północno-Zachodniego Syczuanu Anneta-Théophila Pinchona MEP.
Wdrożył opracowany jeszcze przez poprzednika projekt przybywania misjonarzy do Tybetu od strony Indii. W tym celu wysłał jednego z podległych mu misjonarzy do Kalkuty i na podstawie jego raportu zdecydował o zbudowaniu misji, wraz ze szkołą i sierocińcem, w Bouthang, w południowej części Tybetu, należącej do Imperium Brytyjskiego, w pobliżu granicy Tybetu właściwego. Nakazał swoim misjonarzom udzielać pomocy europejskim badaczom Tybetu oraz osobiście pomagał w organizacji wypraw podróżnikom z Europy. W Dajianlu i Yerkalo utworzył biblioteki.
W 1887 przez misje przeszły pogromy ze strony buddystów, co na kilka lat załamało pracę misyjną w Tybecie. Sama siedziba biskupia nie ucierpiała w wyniku stanowczej reakcji lokalnych władz chińskich, z którymi bp Biet był w dobrych relacjach. W 1892 wyjechał do Francji na leczenie. Uzyskał wówczas wsparcie ministra spraw zagranicznych Francji Gabriela Hanotauxa i ambasadora Francji w Pekinie Augusta Gérarda, dzięki któremu misjonarze mogli powrócić do Tybetu.
Bp Biet nigdy już nie wrócił do Chin, spędzając resztę życia w seminarium Towarzystwa Misji Zagranicznych w Paryżu. Jednak de iure do śmierci pozostał wikariuszem apostolskim Tybetu. Faktyczny zarząd nad wikariatem sprawował prowikariusz, a do 1897 koadiutor Pierre-Philippe Giraudeau.
Pod koniec życia został kawalerem Legii Honorowej. Zmarł na gruźlicę 9 września 1901 w Saint-Cyr-au-Mont-d’Or, gdzie wyjechał za radą lekarza, który polecił mu zmienić klimat.

## Upamiętnienie
Znany ze swojego wsparcia dla badaczy Tybetu, bp Félix Biet został upamiętniony w nazwach gatunków zwierząt występujących w tym regionie. Od jego nazwiska pochodzą epitety następujących gatunków:
- motyl Esakiozephyrus bieti
- motyl Pantoporia bieti
- motyl Anthocharis bieti
- kot tybetański (Felis bieti)
- małpa Rhinopithecus bieti
- ptak Garrulax bieti